# Ham Radio (Zeitschrift)
Ham Radio (auch: Ham Radio Magazine) war eine amerikanische Fachzeitschrift zum Thema Amateurfunk. Sie erschien von Februar 1968 bis Juni 1990 monatlich in insgesamt 269 Ausgaben.

## Geschichte
Die Ham Radio wurde im Jahr 1968 gegründet. Das erste Heft erschien im Februar desselben Jahres. Der damalige Verkaufspreis betrug 50 ¢, der des letzten Heftes schließlich 2,95 $.
Das Magazin widmete sich den diversen Aspekten der Amateurfunktechnik, wie Antennen, Sendern und Empfängern, Messgeräten, Amateurfunkbändern, Elektronik, Hochfrequenztechnik und so weiter.
Nach mehr als 22 Jahren ununterbrochenen Erscheinens wurde im Jahr 1990 der Verkauf des Magazins an die Herausgeber der Zeitschrift CQ Amateur Radio bekanntgegeben. Die Juni-Ausgabe 1990 war die 269. und zugleich letzte Ausgabe der Ham Radio. Darin wurden die Leser über den Verkauf und die Abonnenten über den zukünftigen Empfang der CQ informiert.